# Elsa Gretškina
Elsa Gretškina, född 1932, död 2014, var en sovjet-estländsk politiker (kommunist). Hon var utbildningsminister i Estniska SSR 1980-1988.